# ウォータールー・イースト駅
ウォータールー・イースト駅（英語: Waterloo East station）は、ロンドンにある鉄道駅である。ウォータールー駅とは道路を挟んで歩道橋で結ばれている。

## 沿革
ウォータールー・イースト駅は、サウス・イースタン鉄道のウォータールー・ジャンクション駅（Waterloo Junction）として1869年1月に開業し、その後、1935年7月にウォータールー・イースタン駅(Waterloo Eastern)と改称された。現在の駅名になったのは、1977年5月からである。現在、当駅は列車運行会社のサウスイースタンによって管理されている。
元々は当駅とウォータールー駅の間が線路で結ばれており、コンコースを横切る形で乗り入れていた（この線路はH・G・ウェルズの小説「宇宙戦争」で軍事列車が火星人の到着地へ向かう場面にも描かれている）。現在はその線路は使用されておらず荷物置き場になっているが、線路跡の直上に歩道橋が作られていて、両駅間の乗り換えを可能にしている。
旅客や駅員がウォータールー駅との混同防止のため、プラットホームの番線表示は数字ではなくアルファベットで示されている。また、ウォータールー・イースト駅にも自動券売機はあるが、ウォータールー・メイン駅でもイースト駅の乗車券を買うことが可能である。
チャリング・クロス駅からの路線が当駅を通り、ロンドン・ブリッジ駅、ケント方面へ向かう。
ウォータールー・イースト駅は東側でロンドン地下鉄ジュビリー線のサザーク駅とつながっている。こちらの開業は1999年11月である。

## 運行
日中の運転パターンは以下の通り（本数は1時間あたり）。
- 14本 チャリング・クロス駅行き
- 2本 ベクスリーヒース駅（英語版）経由ダートフォード駅（英語版）行き
- 2本 シドカップ駅（英語版）経由グレーヴズエント駅（英語版）行き
- 2本 ルイシャム駅（英語版）、ウーウィッチ・アーセナル駅（英語版）経由ジリンガム駅（英語版）
- 2本 ヘイズ駅（英語版）行き（ルイシャム駅は通らない）
- 2本 オーピントン駅（英語版）経由セブノークス駅（英語版）行き
- 2本 タンブリッジ・ウェルズ駅（英語版）経由ヘイスティングス駅行き
- 1本 アシュフォード国際駅経由ドーバー・プライオリー駅（英語版）
- 1本 アシュフォード国際駅、カンタベリー・ウェスト駅（英語版）経由ラムズゲート駅（英語版）行き

ブライトン本線の列車の一部も発着していたが、サウス・イースタン本線の路線容量が原因で2009年にロンドン・ブリッジ駅を起終点とするようになった。

## バス路線
ロンドンバスの1、4、26、59、68、76、77、139、168、171、172、176、188、211、243、341、381、507、521、RV1、X68と、深夜バスのN1、N68、N171、N343、N381系統が当駅近くから発着する。

## 隣の駅
ナショナル・レール
■サウスイースタン
サウス・イースタン本線
チャリング・クロス駅 - ウォータールー・イースト駅 - ロンドン・ブリッジ駅

## プラットホーム
- プラットホームA - 南方面/ロンドン南東・ケント州
- プラットホームB - チャリング・クロス方面
- プラットホームC - 南方面/ロンドン南東・ケント州
- プラットホームD - チャリング・クロス方面

## ギャラリー

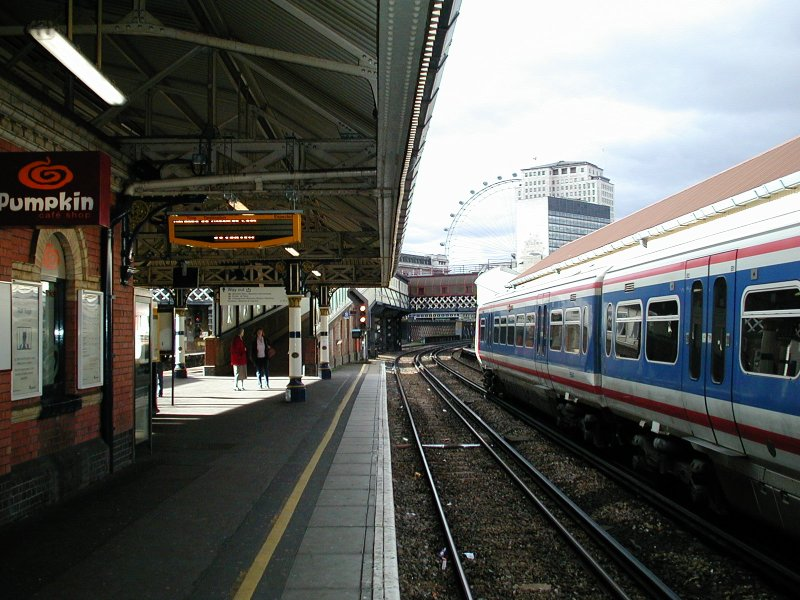
駅北側ホーム
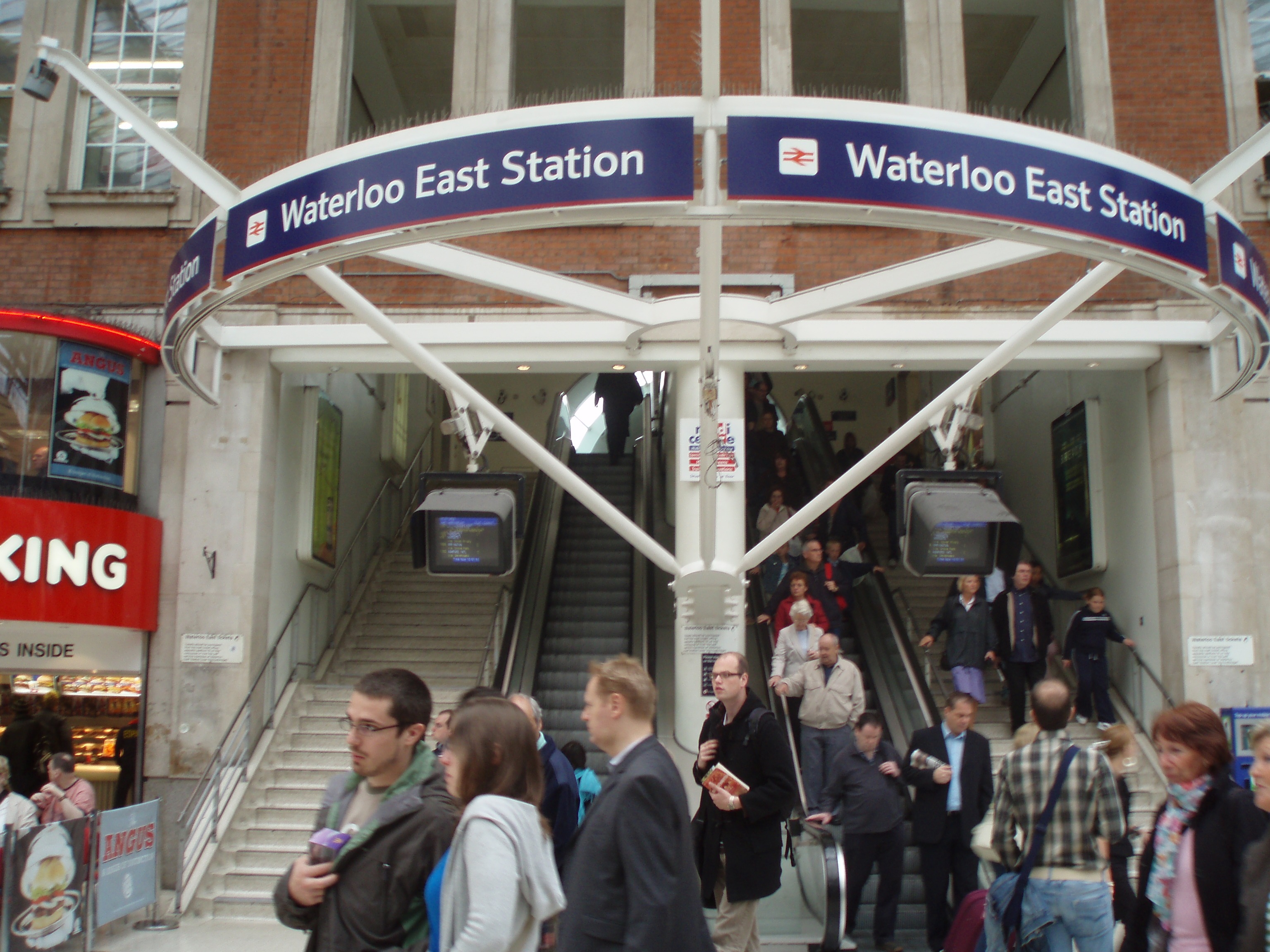
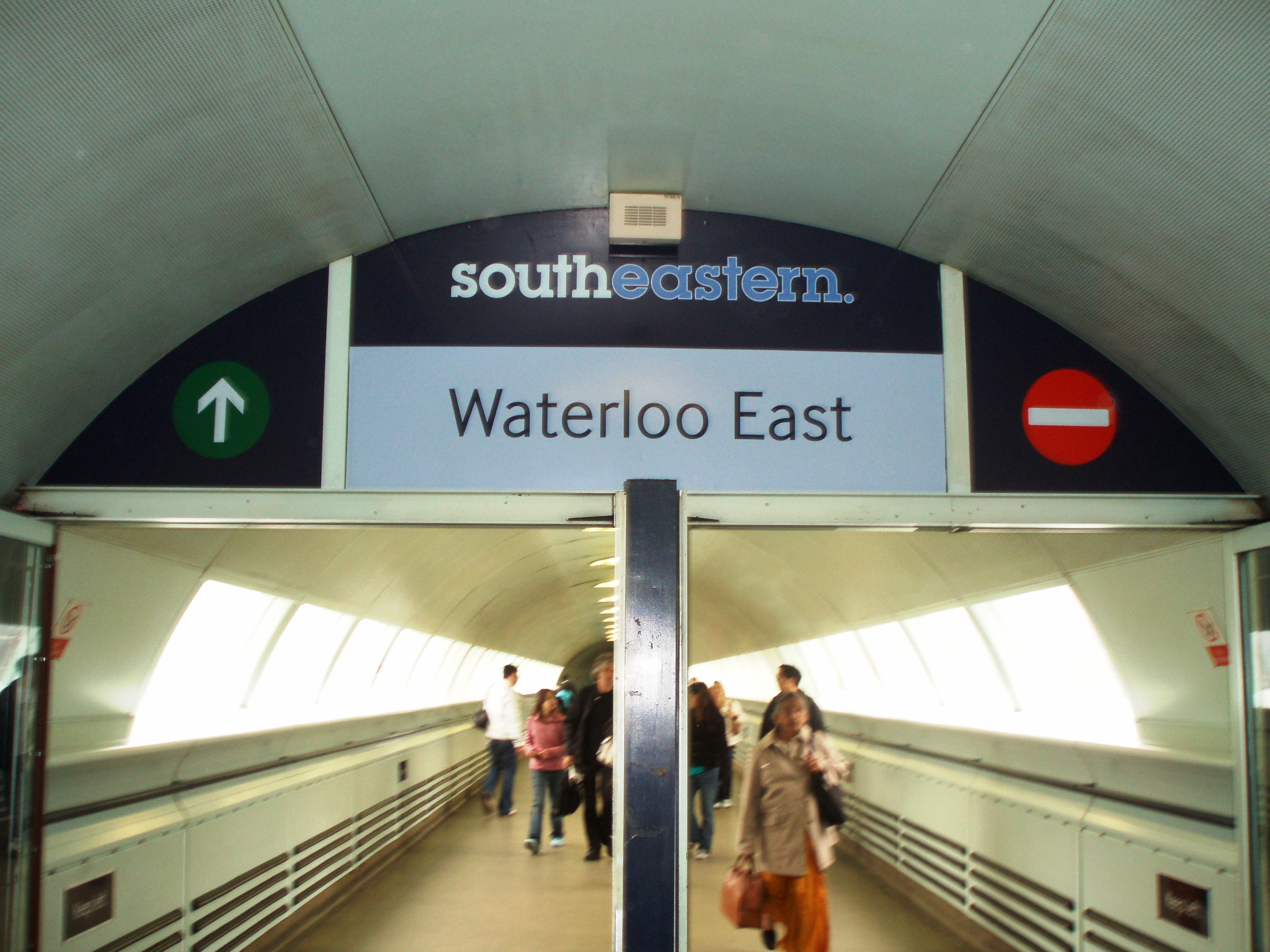
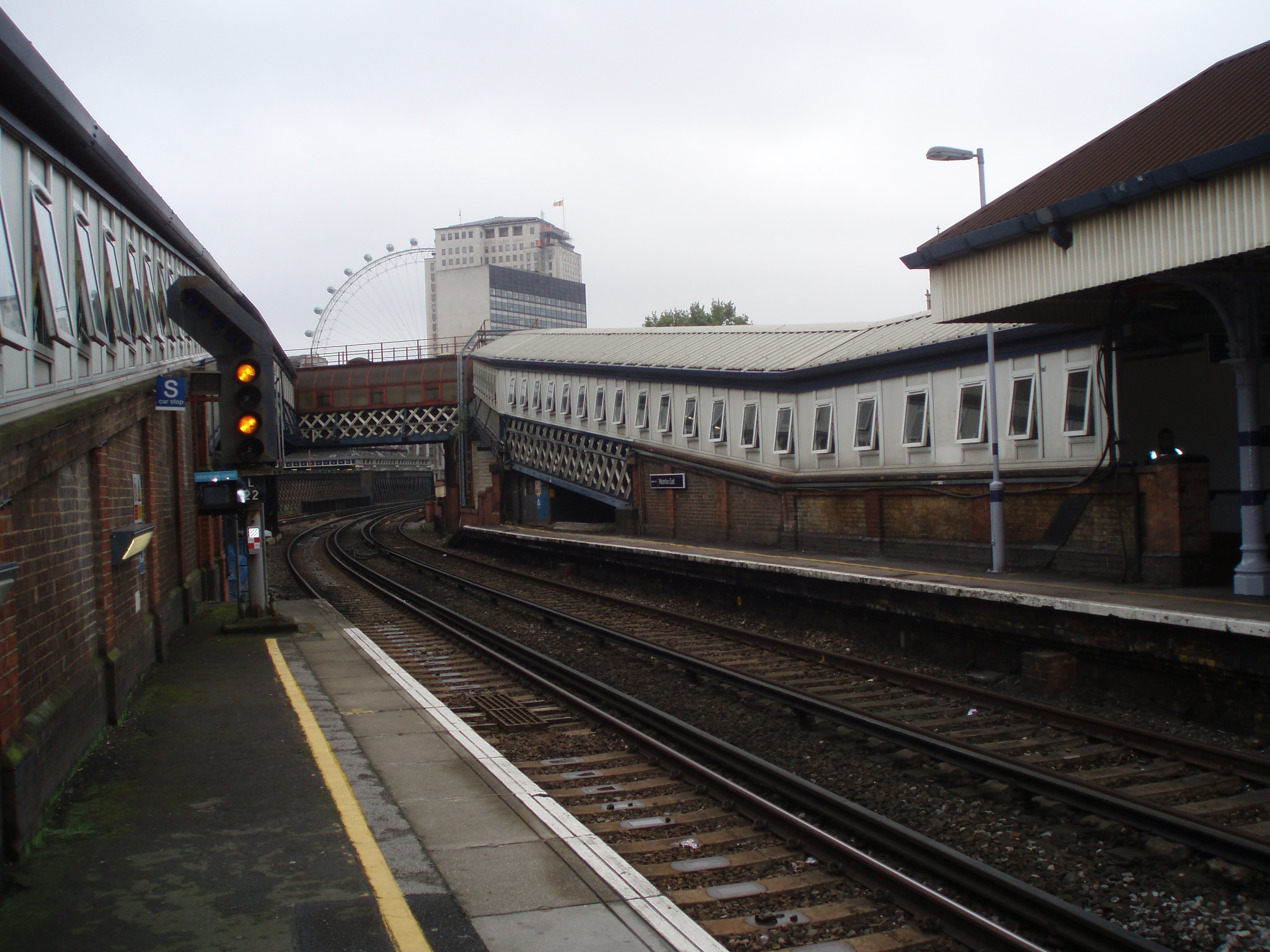
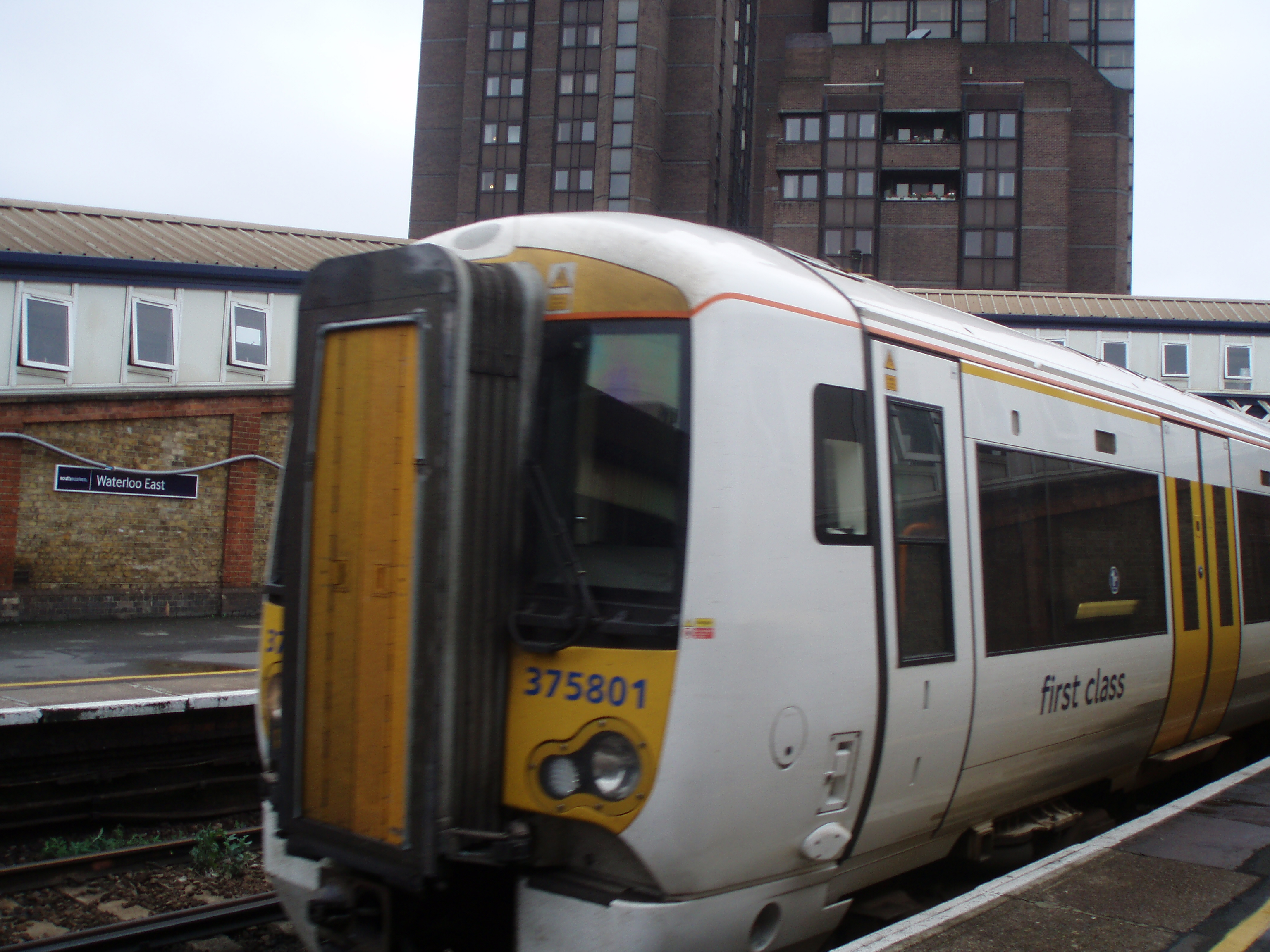